# Troxelville
Troxelville es un lugar designado por el censo (en inglés, census-designated place, CDP) ubicado en el condado de Snyder, Pensilvania, Estados Unidos. Según el censo de 2020, tiene una población de 260 habitantes.

## Geografía
La localidad está ubicada en las coordenadas 40°48′32″N 77°12′17″O / 40.80889, -77.20472 (40.808765, -77.204682).

## Demografía
Según la Oficina del Censo, en 2000 los ingresos medios de los hogares de la localidad eran de $26,250 y los ingresos medios de las familias eran de $28,750. Los hombres tenían ingresos medios por $26,406 frente a $19,688 para las mujeres. Los ingresos per cápita para la localidad eran de $12,333. Alrededor del 7% de la población estaba por debajo del umbral de pobreza.
De acuerdo con la estimación 2016-2020 de la Oficina del Censo, los ingresos medios de los hogares de la localidad son de $48,889 y los ingresos medios de las familias son de $50,417. Alrededor del 0.7% de la población está por debajo del umbral de pobreza.